# Missione sabbie roventi
Pour plus de détails, voir Fiche technique et Distribution.
Missione sabbie roventi est un film d'aventure hispano-italien sorti en 1966, réalisé par Alfonso Brescia.

## Synopsis
Karim et Yasmine découvrent que les Turcs sont sur le point d'attaquer la ville de Homs. On envoie Karim comme espion, pour essayer d'empêcher cette attaque. 

## Fiche technique
- Titre original italien : Missione sabbie roventi
- Titre espagnol :  Misión arenas ardientes [2],[1]
- Réalisation : Alfonso Brescia
- Scénario : Alfonso Brescia, Roberto Gianviti
- Musique : Giuseppe Piccillo
- Production : Argos P.C., Medusa Produzione[2]
- Photographie : Francisco Sánchez[2]
- Format d'image : couleur[1]
- Pays de production :  Espagne,  Italie
- Genre : film d'aventure
- Durée : 90 min
- Dates de sortie : 
  - Italie : 31 mai 1966[3]
  - Espagne : 15 mai 1967[3]

## Distribution
- Renato Rossini (sous le pseudo d'Howard Ross) : Karim[1]
- Roberto Camardiel
- Anna-Maria Polani (sous le pseudo d'Ann Shermann)[1]
- Andrea Scotti (sous le pseudo d'Andrew Scott)[1]
- Helga Liné
- Franco Lantieri (sous le pseudo de Frank Linston)[1]
- Mia Genberg
- Giuseppe Fortis
- Mirko Ellis
- Pietro Tordi (sous le pseudo de Peter White) : Daki
- Alberto Cevenini
- Evar Maran
- Edy Nogara
- Aldo Sala
- Edgardo Siroli